# Shihabuddin Omar
Shihabuddin Omar, död 1316, var regerande sultan av Delhi mellan januari 1316 och april 1316.